# دانشگاه بامندا

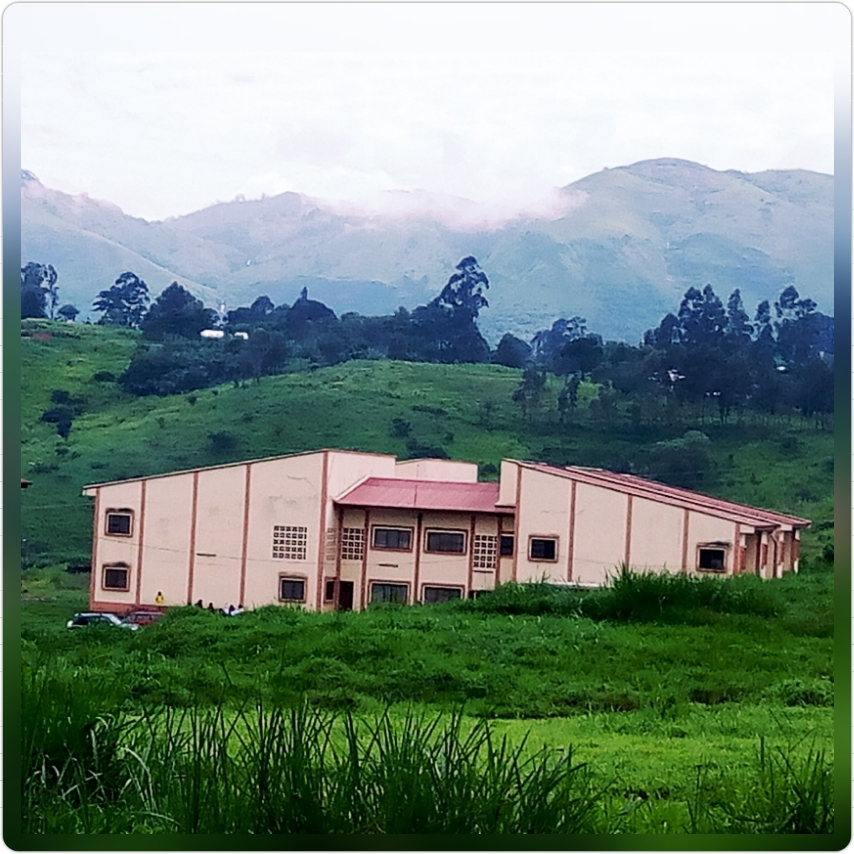
دانشگاه بامندا

دانشگاه بامندا (به لاتین: University of Bamenda) یک دانشگاه در کامرون است که در بامندا واقع شده‌است.